# Distrito de Gnjilane
O Distrito de Gnjilane (em albanês:  Rajoni i Gjilanit; em sérvio:  Гњилански округ, Gnjilanski okrug) é um distrito do Kosovo, sua capital é a cidade de Gjilan. 

## Muncípios
O distrito de Gnjilane está subdividido em 6 municípios:
- Gjilan
- Vitina
- Kamenica
- Ranilug
- Klokot
- Parteš